# Carlisle (Pennsylvania)
Carlisle település az Amerikai Egyesült Államok Pennsylvania államában, Cumberland megyében, melynek megyeszékhelye is. Lakosainak száma 20 118 fő (2020. április 1.).
Itt található Carlisle Indián Ipari Iskola, amely számos kiemelkedő indián vezetőt nevelt ki.

## Népesség
A település népességének változása:

| 2010 | 18 682 |
| 2020 | 20 118 |